# Terreur over Berunka
Terreur over Berunka is een  stripverhaal uit de reeks van Jerom. Het is geschreven door Willy Vandersteen en de eerste albumuitgave was in 1982.

## Locaties
- Berunka[1], hoofdstad, paleis, dierentuin, oude binnenstad, molen, Morotariburcht,

## Personages
- Jerom, Odilon, tante Sidonia, professor Barabas, president Arthur, ridders van Morotari, koning en prinses Karol, tankdivisie van kolonel Baruch, Indiër, directeur dierentuin, generaal Marduk en zijn mannen, paleiswacht, Sir Rosco Malcolm

## Het verhaal
Kolonel Baruch krijgt de Grootorde van Berunka van de koning, maar er verscijnt een geheimzinnig gedaante die de kolonel hypnotiseerd. Hij blijft als versteend staan en Morotari wordt om hulp gevraagd. Jerom en Odilon vliegen op de motor naar Berunka en tante Sidonia en professor Barabas volgen in de auto. De koning vertelt dat er meerdere hoge officieren zijn gehypnotiseerd en ze verblijven in de ziekenzaal van het paleis. Professor Barabas begint met zijn onderzoek. Enkele dagen later wordt de nieuwe dierentuin geopend en de koning is bij de plechtigheid aanwezig. Er blijken enkele panters los te lopen en Marduk gaat zonder vrees op de dieren af. Dan verschijnt de Indiër en hypnotiseerd Marduk. Jerom valt de gemaskerde man aan en hij belandt in de alligatorvijver. Jerom probeert de gemaskerde man te vinden en kan de hypnosepoging afslaan. Hij trekt het masker af en is verbaasd een gorilla te zien.
De situatie wordt met de koning besproken. Professor Barabas herinnert zich een zeldzame gorillasoort uit het centrale bergland van Bengalen, ze bezitten een hypnotische kracht. Deze kracht heeft een verlammende invloed op het zenuwstelsel. Odilon gaat naar buiten en ziet de gorilla, waarna hij zich niet kan bewegen. De paleiswacht vindt de versteende Odilon en tilt hem naar zijn vrienden. Alle manschappen gaan op zoek naar de gorilla en Jerom ziet hem tot zijn verbazing op zijn motor vliegen. Jerom geeft een fluitsignaal, waarna de motor een duikvlucht neemt. De gorilla kan ontkomen en hij rent door de oude binnenstad naar de velden en verbergt zich in een molen.
Professor Barabas vindt een spoor in de militaire dossiers. Er was een buitenlandse instructeur verbonden aan de legerstaf, deze Engelse majoor werd uit het leger gestoten. Hij was betrokken in een duistere spionagezaak, maar professor Barabas vindt zijn schuld niet bewezen. Dan komt de gorilla in het paleis en probeert de koning te hypnotiseren, maar dit mislukt. Jerom kan het dier verslaan en het wordt in een cel gestopt. De gorilla krijgt opdracht naar zijn meester te gaan en de vrienden gaan met het dier op pad. Ze komen bij de molen en Jerom weet Sir Rosco Malcolm te verslaan. De man vertelt ten onrechte beschuldigd te zijn van betrokkenheid bij spionage en wilde wraak. 
Sir Malcolm maakt een serum waarmee de verstening ongedaan kan worden gemaakt. Dan blijkt dat Baruch en Marduk achter de valse beschuldiging zitten. Ze waren bang dat de buitenlander het verder zou schoppen als zijzelf. Ze worden gedegradeerd tot adjudant van generaal-majoor Rosco Malcolm, de nieuwe opperbevelhebber van het leger van Berunka. Enkele dagen later is er een parade van de land-, lucht-, en zeestrijdkrachten van Berunka in de hoofdstad en er is een feestelijke stemming. De Morotarivrienden gaan naar huis.